# Jaroslav Kvapil (Radsportler)
Jaroslav Kvapil (* 17. März 1940 in Brno) ist ein ehemaliger tschechoslowakischer Radrennfahrer und nationaler Meister im Radsport.

## Sportliche Laufbahn
Kvapil war im Straßenradsport und im Querfeldeinrennen aktiv. Er gewann seinen ersten nationalen Titel 1961, als er die Meisterschaft im Querfeldeinrennen vor Jaroslav Antoš für sich entscheiden konnte. Er bestritt in jener Saison auch die Polen-Rundfahrt und gewann dort einen Tagesabschnitt. 1961, 1962 und 1964 siegte er im Eintagesrennen Prag–Karlovy Vary–Prag.
1962 siegte er in der nationalen Meisterschaft im Straßenrennen vor Josef Křivka. Den Titel konnte er 1967 erneut gewinnen. Die Lididce-Rundfahrt gewann Kvapil 1965. 1965 wurde er Meister im Mannschaftszeitfahren. 1966 gewann er den Gran Premio della Liberazione in Rom vor Carlo Gallazzi und Jan Smolik. Die Internationalen Friedensfahrt fuhr er viermal. Sein bestes Resultat im Endklassement war der 23. Platz 1966. Er startete 1964 (36.) und 1967 (12.) bei den UCI-Weltmeisterschaften im Querfeldeinrennen.